# Премия «Золотой орёл» лучшему актёру онлайн-сериала
Премия «Золотой орёл» лучшему актёру онлайн-сериала вручается ежегодно Национальной Академией кинематографических искусств и наук России, начиная с 21-й церемонии награждения.

## Список лауреатов и номинантов
★ Победители выделены отдельным цветом. 

### 2023—2025
| Год  | Церемония | Фотография лауреата  | Актёр                              | Сериал                 | Роль                           |
| ---- | --------- | -------------------- | ---------------------------------- | ---------------------- | ------------------------------ |
| 2023 | 21-я      |                      | ★ Никита Ефремов                   | «Нулевой пациент»      | Дмитрий Гончаров               |
| 2023 | 21-я      | • Александр Горбатов | «Художник»                         | Александр Сазонов      |                                |
| 2023 | 21-я      | • Олег Меньшиков     | «Ваша честь»                       | Михаил Юрьевич Романов |                                |
| 2024 | 22-я      |                      | ★ Иван Янковский, Александр Яценко | «Фишер»                | Евгений Боков, Валерий Козырев |
| 2024 | 22-я      | • Филипп Янковский   | «Чёрное облако»                    | Борис Ковальский       |                                |
| 2024 | 22-я      | • Иван Янковский     | «Плейлист волонтёра»               | Михаил Штапич          |                                |
| 2025 | 23-я      |                      | ★ Владимир Вдовиченков             | ★ «Противостояние»     | Владислав Николаевич Костенко  |
| 2025 | 23-я      | • Александр Яценко   | «Я знаю, кто тебя убил»            | Герман                 |                                |
| 2025 | 23-я      | • Алексей Гуськов    | «Золотое дно»                      | Юрий Градов            |                                |

## Лидеры среди номинантов

### 2 номинации
1. Александр Яценко (2024 — Фишер, 2025 — Я знаю, кто тебя убил) — 1 премия